# Файв-Поінтс
Файв-Поінтс (англ. Five Points) — місто (англ. town) в США, в окрузі Чемберс штату Алабама. Населення — 114 особи (2020).

## Географія

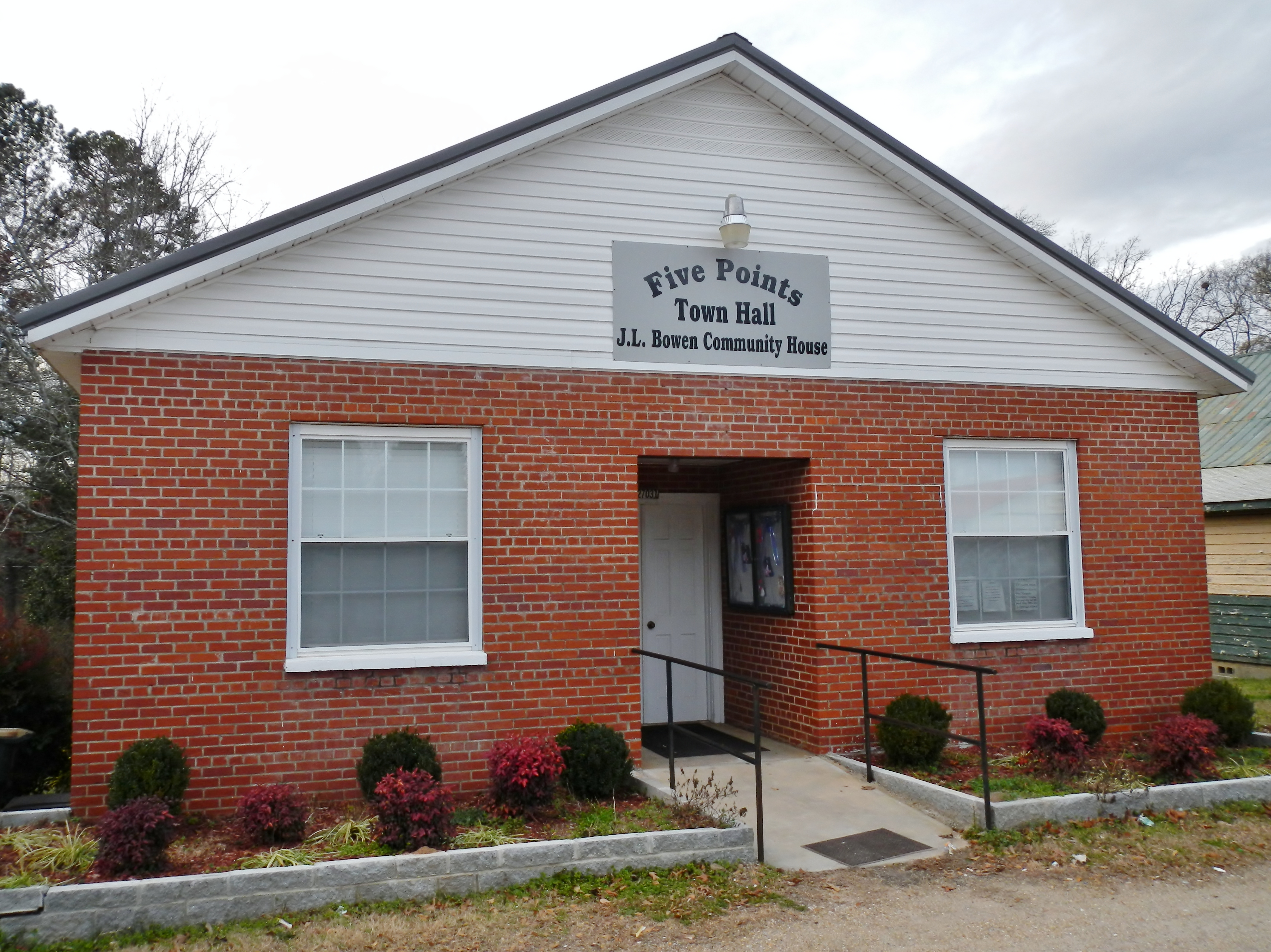
Ратуша Файв-Пойнтс

Файв-Поінтс розташований за координатами 33°1′2″ пн. ш. 85°21′6″ зх. д. / 33.01722° пн. ш. 85.35167° зх. д. (33.017311, -85.351592).  За даними Бюро перепису населення США в 2010 році місто мало площу 2,67 км², уся площа — суходіл.

## Демографія

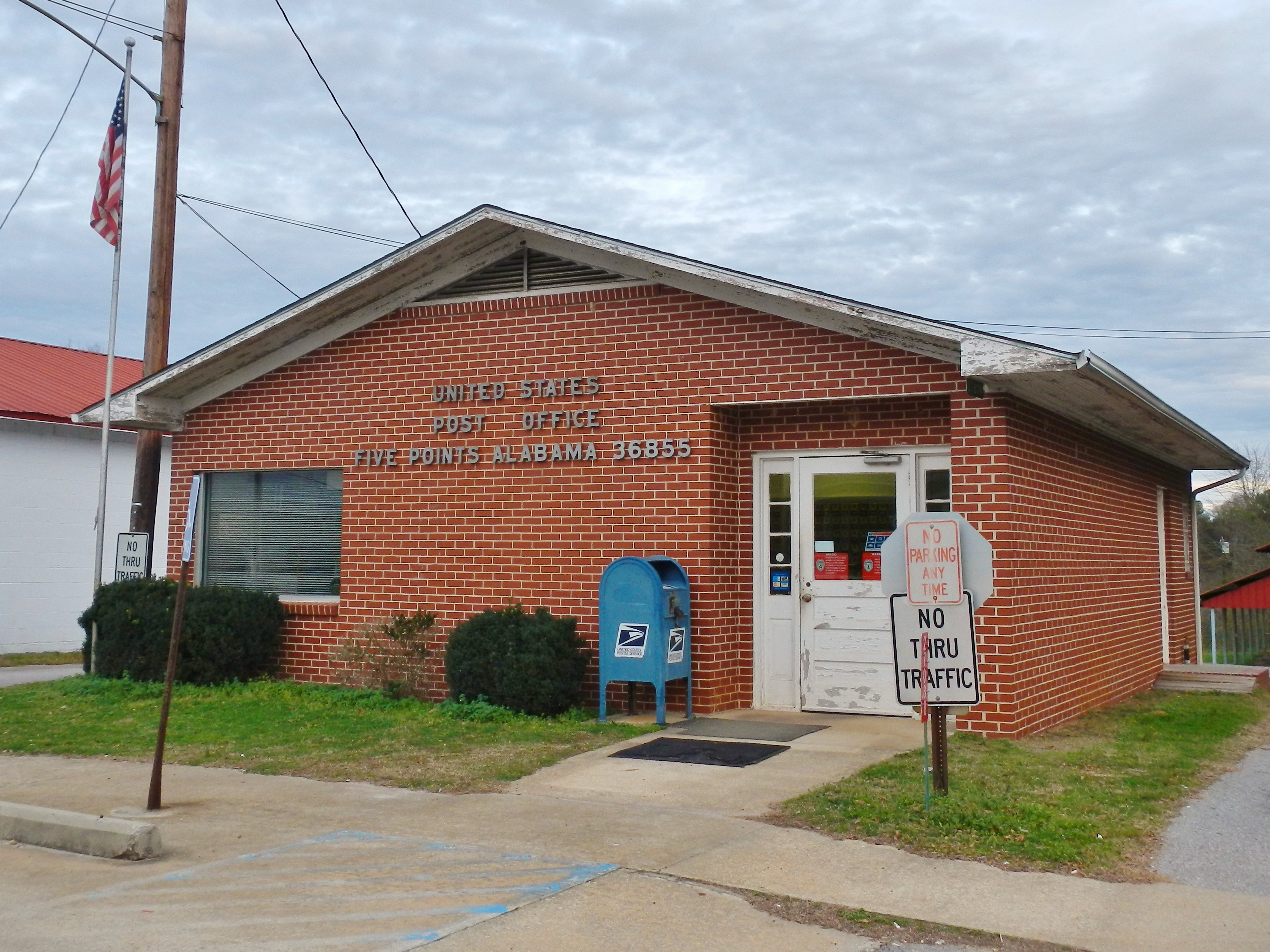
Пошта

Згідно з переписом 2010 року, у місті мешкала 141 особа в 60 домогосподарствах у складі 39 родин. Густота населення становила 53 особи/км².  Було 69 помешкань (26/км²).
Расовий склад населення:
| - 52,5 % — чорних або афроамериканців - 46,8 % — білих |

До двох чи більше рас належало 0,7 %. Частка іспаномовних становила 0,0 % від усіх жителів.
За віковим діапазоном населення розподілялося таким чином: 19,1 % — особи молодші 18 років, 63,9 % — особи у віці 18—64 років, 17,0 % — особи у віці 65 років та старші. Медіана віку мешканця становила 45,2 року. На 100 осіб жіночої статі у місті припадало 88,0 чоловіків;  на 100 жінок у віці від 18 років та старших — 81,0 чоловіків також старших 18 років.
Середній дохід на одне домашнє господарство  становив 66 960 доларів США (медіана — 45 000), а середній дохід на одну сім'ю — 87 948 доларів (медіана — 51 250). За межею бідності перебувало 20,4 % осіб, у тому числі 28,0 % дітей у віці до 18 років та 20,0 % осіб у віці 65 років та старших.
Цивільне працевлаштоване населення становило 94 особи. Основні галузі зайнятості: виробництво — 87,2 %, освіта, охорона здоров'я та соціальна допомога — 4,3 %, науковці, спеціалісти, менеджери — 3,2 %, будівництво — 3,2 %.